# 이 세상의 끝에서 사랑을 노래하는 소녀 YU-NO
이 세상의 끝에서 사랑을 노래하는 소녀 YU-NO(일본어: この世の果てで恋を唄う少女YU-NO, YU-NO: A Girl Who Chants Love at the Bound of this World)는 ELF 코퍼레이션이 개발하고 배급한 비주얼 노벨 어드벤처 게임이다. 처음에 에로게로서 1996년에 NEC PC-98 일본 홈 컴퓨터용으로 출시되었으며, 이후 세가 새턴과 마이크로소프트 윈도우 플랫폼용으로 성적 묘사 내용 없이 출시되었다. 평행 세계를 넘나드는 주인공이 자신의 부모의 행방불명의 미스터리를 해결하는 스토리이다. 이 게임은 SF, 물리학, 수학, 철학, 역사, 종교 개념들을 사용하여 고유한 가상의 유니버스를 구성한다.
2017년에 5bp.(나중에 '메지스'가 됨)는 이 게임의 리메이크 게임을 플레이스테이션 비타와 플레이스테이션 4용으로 개발하고 배급했다. 스파이크 춘소프트는 플레이스테이션 4, 마이크로소프트 윈도우, 닌텐도 스위치용으로 2019년에 이 버전을 출시했다. 이 게임은 또한 4파트 헨타이 OVA, 일본 만화와 소설, 그리고 TV 애니메이션 시리즈(Feel. 제작. 2019년 4월부터 10월까지 방영)로 각색되었다. TV 애니메이션 시리즈는 일본 외 지역에서 퍼니메이션과 크런치롤을 통해 라이선스되었다.

## 같이 보기
- 세상의 중심에서 사랑을 외치다